# Felsőszentmárton
Felsőszentmárton là một thị trấn thuộc hạt Baranya, Hungary. Thị trấn này có diện tích 19,46 km², dân số năm 2010 là 928 người, mật độ 48 người/km².